# Miguel Ángel Peña
Miguel Ángel Peña Cáceres (Granada, 8 luglio 1970) è un ex ciclista su strada spagnolo, professionista dal 1994 al 2001.

## Palmarès

### Strada
- 1993 (Dilettanti, una vittoria)

Classifica generale Tour de Bigorre
- 1998 (Banesto, una vittoria)

7ª tappa Critérium du Dauphiné Libéré (Megève > Megève)
- 2000 (ONCE-Deutsche Bank, due vittorie)

3ª tappa Vuelta a Andalucía (Malaga > Cabra)
Classifica generale Vuelta a Andalucía

#### Altri successi
- 2000 (ONCE-Deutsche Bank)

1ª tappa Volta Ciclista a Catalunya (La Pineda > Vila-seca, cronosquadre)
3ª tappa Tour de France (Nantes > Saint-Nazaire, cronosquadre)

## Piazzamenti

### Grandi Giri
- Giro d'Italia

1995: 72º
1999: 41º
2001: ritirato (8ª tappa)
- Tour de France

1998: non partito (18ª tappa)
1999: 43º
2000: ritirato (13ª tappa)
- Vuelta a España

1995: 35º
1996: ritirato (16ª tappa)